# بگونیای غده‌ای
بگونیای غده‌ای(نام علمی: Begonia ×tuberhybrida) نام یک گونه از سرده بگونیا است.